# Doudege Wénkel
Doudege Wénkel é um filme de drama luxemburguês de 2012 dirigido e escrito por Christophe Wagner. Foi selecionado como representante de Luxemburgo à edição do Oscar 2013, organizada pela Academia de Artes e Ciências Cinematográficas.

## Elenco
- Jules Werner - Olivier Faber
- André Jung - Inspetor Hastert
- Brigitte Urhausen - Da Silva
- Gilles Soeder - Roehmer
- Luc Feit - Schroeder
- Nicole Max - Carnevale
- Mickey Hardt - Tom Faber
- Patrick Descamps - Beaulieue
- Stefan Weinert - Huremovic